# صوفي ساجر
صوفي ساجر (بالسويدية: Sofie Sager)‏ مواليد 3 يونيو 1825 كرينغسبرغ بالسويد. توفيت في الولايات المتحدة عام 1902. هي كاتبة سويدية وناشطة نسوية، كانت ناشطة في كلتا الدولتين. كانت واحدة من أولى الناشطات النسويات والمتحدثات للحركة النسائية الحديثة في السويد. وهي معروفة أيضًا بدورها في قضية ساغر Sager Case)) الشهيرة التي حدثت عام 1848، حيث رفعت دعوى على رجل لمحاولته اغتصابها وفازت بالقضية، والتي كانت واحدة من أشهر القضايا الجنائية السويدية في وقتها.

## حياتها
وُلِدت لعائلة ثرية وتلقت تعليمها في مدرسة للبنات. كشخص بالغ، أصبحت فقيرة وأسندت نفسها بالعمل كمربية للأطفال. كانت ترغب افتتاح متجر للملابس، وعلمت نفسها الخياطة في ستوكهولم في عام 1848. في ستوكهولم، عُرِضَت عليها غرفة من قبل رجل كبير السن اسمه مولر. قبلت العرض، لكنها تعرضت للتحرش الجنسي من قبله في سريرها في منزله. قاومت ساغر، ونتيجة لإحباطه بسبب مقاومتها، أساء معاملتها مولر بشكل كبير، على الرغم من أنها تمكنت من مقاومة الاغتصاب الفعلي. تمكنت من الفرار من منزله وحصلت على مساعدة من طبيب وثق إصاباتها وشجعها على إبلاغ الشرطة عما فعل مولر.
خلال هذا العصر، كان من غير المعتاد أن تبلغ المرأة عن اغتصاب بمحض إرادتها، حيث كان يُعد أمرًا مخزيا للغاية، وحازت القضية على اهتمام كبير في الصحافة. زعم مولر أن ساغر كانت مختلة عقليا، لكن المحكمة اقتنعت بالتقرير الطبي للأطباء، وحكمت على مولر مذنبا بتهمة الاغتصاب والعنف. بعد ذلك، أصبحت ساغر واحدة من أوائل الناشطات النسويات للحركة النسائية الجديدة في السويد، حيث كانت تقوم بجولات في أنحاء البلاد للتحدث عن حقوق المرأة. ادعت أن النساء أصبحن مستسلمات فيما يتعلق بحقوقهن القليلة وأن ثقتهن في أنفسهن قلت بسبب ضعف تعليمهن، وضربت تعليمها كمثال؛ حيث كانت قد تلقت تعليمها في مدرسة للبنات، والتي لم تدرس أكثر من الفرنسية وآداب السلوك. في إحدى المناسبات، تحدثت وهي ترتدي ملابس الرجال.
في عام 1852، نشرت سيرتها الذاتية: Bilder ur livet. Ett fosterbarns avslöjande genealogi (صور من الحياة. حكاية الكشف عن طفل رضيع) من تجاربها.
انتقلت ساغر إلى الولايات المتحدة الأمريكية في عام 1854، حيث أصبحت نشطة في الحركة النسائية الأمريكية. تزوجت من مدرس الموسيقى ي. ا. وينر.

## بعض من اقتباساتها
- «أنا الشخص الذي يتحدى المثل العليا الخاطئة للرأي، حتى أتمكن من إظهار تحرري في طريقة حياتي».
- «أنا أول امرأة في السويد، تؤيد نظرية التحرر في الأماكن العامة، وبالتالي، فإن هذه التصرفات لا يمكن أن تكون شائعة بعد، كما ستكون في يوم ما.»

## السيرة الذاتية
عدا أعمالها الكتابية فهي أول امرأة فالعالم تبلغ عن رجل لمحاولة الأغتصاب وتربح القضية.